# Raszków
Raszków é um município da Polônia, na voivodia da Grande Polônia e no condado de Ostrów Wielkopolski. Estende-se por uma área de 2,05 km², com 2 099 habitantes, segundo os censos de 2019, com uma densidade de 1024 hab/km².